# Joost Posthuma
Joost Hans Johannes Posthuma (Hengelo, 8 marzo 1981) è un ex ciclista su strada olandese, professionista dal 2004 al 2012, era uno specialista delle prove a cronometro.
Nell'autunno del 2012 conferma il ritiro dall'attività.

## Palmarès
- 2003

Prologo Tour de Normandie
Classifica generale Olympia's Tour
Classifica generale Internationale Thüringen Rundfahrt
- 2004

8ª tappa Circuit des Mines
Classifica generale Circuit des Mines
- 2005

6ª tappa Paris-Nice
Grand Prix Jef Scherens
- 2007

4ª tappa Sachsen-Tour International
Classifica generale Sachsen-Tour International
- 2008

3ª tappa, 2ª semitappa Driedaagse De Panne - Koksijde
Classifica generale Driedaagse De Panne - Koksijde
Classifica generale Tour de Luxembourg
- 2009

Classifica generale Vuelta a Andalucía
- 2010

7ª tappa Österreich-Rundfahrt (Podersdorf am See, cronometro)

## Piazzamenti

### Grandi Giri
- Tour de France

2005: 83º
2006: 85º
2008: 69º
2009: 73º
2011: 108º
- Vuelta a España

2004: 92º
2007: 55º

### Competizioni mondiali
- Campionati del mondo

Hamilton 2003 - In linea Under-23: 13º
Verona 2004 - Cronometro: 23º
Madrid 2005 - Cronometro: 37º
Madrid 2005 - In linea: 60º
Salisburgo 2006 - Cronometro: 42º
Salisburgo 2006 - In linea: ritirato
Stoccarda 2007 - Cronometro: 35º